# La Tour de Kyla
La Tour de Kyla est une série de bande dessinée sortie entre 2007 et 2010 aux éditions Clair de Lune, scénarisée par Zaz, mise en images par Le Fab et colorée par Mick (tomes 1 et 2) et Nicolas Verbeke (tomes 3 et 4). Une adaptation en roman est parue en 2011.

## Synopsis
Kyla est une jeune sorcière qui débute dans le métier de "maître de donjon". Épaulée par Zev, son sbire et copain d'enfance, elle tente de survivre aux ennuis que connaissent tous les créateurs d'entreprise, avec le gros handicap que représente le monde qu'elle habite : la Terre de Fangh.

## La Tour de KylaetLe Donjon de Naheulbeuk
Cette bande dessinée se déroule bien dans le même monde que la saga MP3 et les BD de John Lang. Certains personnages sont communs aux deux séries, bien que n'étant pas identiques graphiquement.
Ici les méchants du Donjon de Naheulbeuk sont plutôt du côté de Kyla et les aventuriers sont plutôt vus comme des ennemis à dépouiller.
Les Éditions Clair de Lune éditent également les bandes dessinées du Donjon de Naheulbeuk et des Aventuriers du Survivaure.

## Genre
Comme on peut s'y attendre étant donné le lien de parenté avec le Donjon de Naheulbeuk, La tour de Kyla propose un récit d'Heroic fantasy parodique, basé sur de nombreuses références au monde du jeu de rôle, mais aussi à ceux du cinéma ou de la littérature.

## Le style
La BD se veut moderne et anachronique. Kyla est une jeune femme à peine sortie de l'adolescence et ses problèmes sont ceux des lecteurs de son âge. Dans ce blog, Kyla exprime sa condition avec humour.

## Personnages récurrents
- Kyla : jeune sorcière. Volontaire mais colérique, ambitieuse mais immature. Pouvoirs très limités à cause d'une tendance à dormir en cours de sorcellerie.
- Zev : sbire, homme à tout faire, assassin. D'apparence mou et enclin à la fainéantise, il se montre d'une inquiétante efficacité lorsqu'il s'agit d'éliminer des aventuriers.
- Saroulemale : archisorcier, alcoolique notoire (buveur de bieres +3), mentor de la jeune Kyla.
- Acacia : archisorcière, mère étouffante de 17 enfants, reine de beauté, insupportable, cachottière.
- Didier : anti-paladin, cool, beau gosse, débrouillard, célibataire endurci.
- Zangdar : maître de donjon, sorcier dépressif, collectionneur de statuettes, buveur de bieres +4, amis des gobelins, apprenti pilote de dirigeable.

## Albums
La série comprend 4 tomes. Le premier tome, paru en avril 2007, a été retiré en seconde édition et a permis le lancement d'un second tome, paru en mars 2008. Le quatrième tome de La Tour de Kyla amène une fin de cycle, qui raconte l'émancipation de Kyla et la résolution de mystères apparus dès le premier tome.
1. Tome 1 : Porte, Monstre, Trésor (février 2007)  (ISBN 978-2-353-25003-5)
2. Tome 2 : Gros Bills dans la brume (février 2008)  (ISBN 978-2-353-25044-8)
3. Tome 3 : La princesse veut s'en mêler (janvier 2009)  (ISBN 978-2-353-25083-7)
4. Tome 4 : Prince Caspied (mars 2010)  (ISBN 978-2-353-25200-8)

## Roman
Une version roman de La Tour de Kyla est sortie en janvier 2011, écrit par Xavier Penin aux éditions Clair de Lune  (ISBN 978-2353251025). Ce livre regroupe l'histoire des 4 tomes, de façon plus complète.